# Rahimatpur
Rahimatpur (o Rahunatpur) è una città dell'India di 16.539 abitanti, situata nel distretto di Satara, nello stato federato del Maharashtra. In base al numero di abitanti la città rientra nella classe IV (da 10.000 a 19.999 persone).

## Geografia fisica
La città è situata a 17° 36' 0 N e 74° 12' 0 E e ha un'altitudine di 656 m s.l.m..

## Società

### Evoluzione demografica
Al censimento del 2001 la popolazione di Rahimatpur assommava a 16.539 persone, delle quali 8.422 maschi e 8.117 femmine. I bambini di età inferiore o uguale ai sei anni assommavano a 2.044, dei quali 1.119 maschi e 925 femmine. Infine, coloro che erano in grado di saper almeno leggere e scrivere erano 11.981, dei quali 6.567 maschi e 5.414 femmine.